# Sneeuwwitje en de zeven kleine mensen
Sneeuwwitje en de zeven kleine mensen is een Nederlandse filmkomedie uit 2015, geregisseerd door Will Koopman. Het is het tweede traditionele nieuwjaarssprookje in opdracht van RTL 4 en de Nationale Postcode Loterij. De hoofdrollen in de film worden vertolkt door Abbey Hoes en Susan Visser.

## Verhaal
Het sprookje Sneeuwwitje wordt verteld in de tegenwoordige tijd over het meisje Blanche die na het overlijden van haar vader alleen achterblijft bij haar stiefmoeder Alexia. Haar stiefmoeder is vooral druk bezig met haar uiterlijk, maar Blanche is in goede handen bij de zorgzame huishoudster Nelly. Als Blanche volwassen wordt en de ware schoonheid blijkt te hebben, blijft dit niet onopgemerkt bij Alexia die daarmee ontploft van jaloezie.

## Rolverdeling
- Abbey Hoes als Blanche
- Susan Visser als Alexia
- Leontine Ruiters als Nelly
- Jeroen Krabbé als Dokter Harrie Peters
- Niels Gomperts als Prins Edward
- Freek Bartels als Klein mensje
- Carlo Boszhard als Klein mensje
- Richard Groenendijk als Klein mensje
- Alex Klaasen als Klein mensje
- Jamai Loman als Klein mensje
- Michiel Nooter als Klein mensje
- Joep Onderdelinden als Klein mensje
- Tjitske Reidinga als Vriendin van Alexia
- Caroline de Bruijn als Charlotte Heemskerk
- Peter R. de Vries als Detective[1]

## Ontvangst
De televisiefilm werd op donderdagavond 1 januari 2015 uitgezonden door RTL 4 en was goed voor 1.697.000 kijkers, hiermee was deze het zesde best bekeken uitzending van die dag.